# Łyżeczka (liturgia)
Łyżeczka (gr. Κοχλιάριον; cs. Лжица) – mała, srebrna lub złota łyżeczka, używana do udzielania wiernym w niektórych Kościołach chrześcijańskich Komunii świętej.

## Wobrządku bizantyjskim

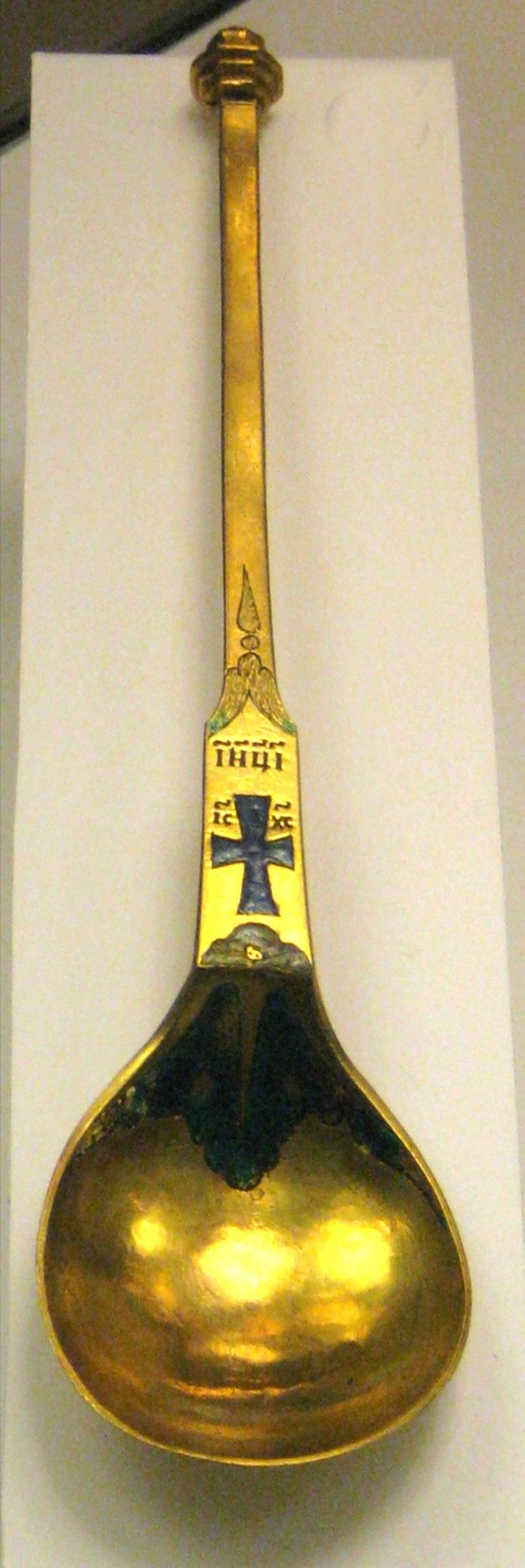
Łyżeczka używana w obrządku bizantyjskim

Łyżeczka (niekiedy z zakończeniem w formie krzyża) jest używana do udzielania Świętej Komunii pod dwiema Postaciami – konsekrowanej cząsteczki kwaszonego chleba (prosfory) zanurzonego w konsekrowanym czerwonym winie.
Należy do naczyń liturgicznych tego rytu i powinna zostać poświęcona zgodnie z rytuałem zawartym w Euchologionie (Trebniku).